# Aeroportul Koro
Aeroportul Koro (IATA: KXF, ICAO: NFNO) este un aeroport din Fiji ce deservește zona Koro Island⁠(d).
Situat la o altitudine de 109 m, aeroportul dispune de o singură pistă.